# Дин, Уильям (хронист)

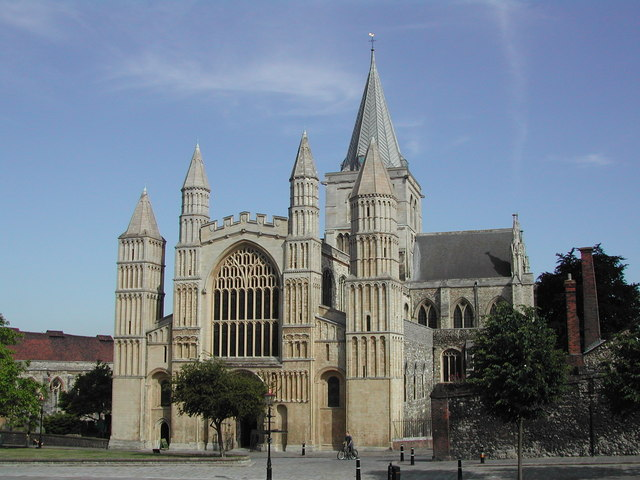
Кафедральный собор Христа и Пресвятой Девы Марии в Рочестере, 1080—1130 гг.

Уильям Дин, или Вильям Динский (англ. William Dean или лат. Willelmus de Dene, около 1317 — после 1358) — английский хронист, монах-бенедиктинец, нотариус епископа Хамо Рочестерского, предполагаемый автор «Рочестерских анналов» (лат. Annales Roffenses), или «Рочестерской истории» (лат. Historia Roffensis), один из летописцев Чёрной смерти в Англии.
Его следует отличать от католического священника Уильяма Дина (ум. 1588), казнённого за веру в Майл-Энде близ Лондона при Елизавете Тюдор.

## Биография

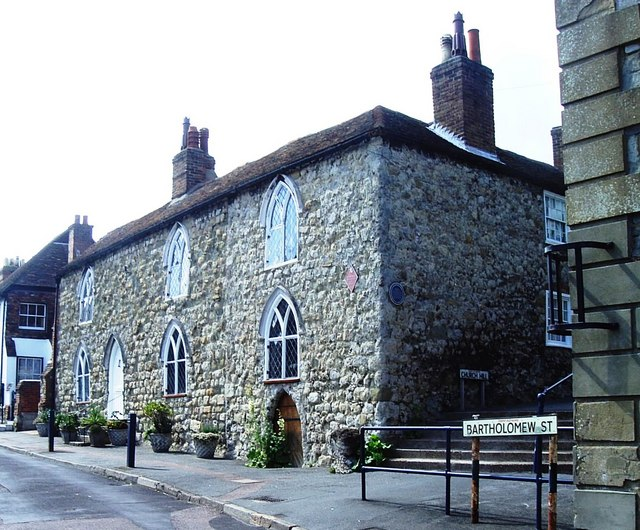
Сохранившийся дом епископа Рочестерского Хамо в Хайте (Кент), XIII в.

Биографических сведений почти нет, и всё, что о нём известно, может быть извлечено лишь из его собственного сочинения. Возможно, происходил из местной кентской знати и в юности принял постриг в бенедиктинском приорате Св. Андрея в Рочестере, получив там образование.

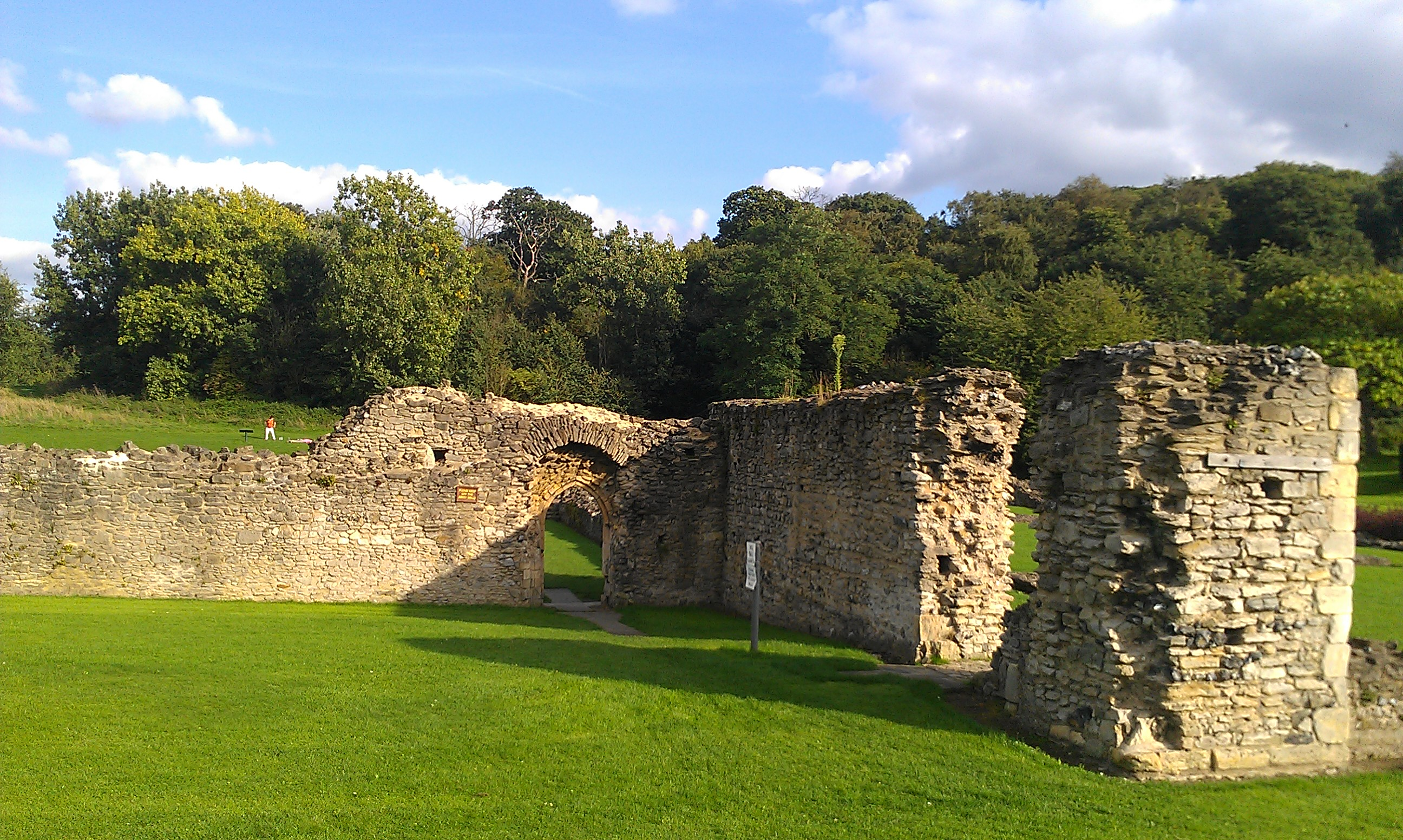
Руины аббатства Леснес, XII—XIV вв.

В документах рочестерских архивов под 1323 и 1338 годами упоминается его старший современник и возможный родственник архидиакон Уильям Дин, фигурирующий также в «Рочестерских регистрах» за 1321 год в качестве магистра из Мейплскомба в графстве Кент. Не исключено, что предком его является ещё один Уильям Дин, автор послания римскому папе Александру III (1159—1181) о гибели архиепископа Кентерберийского Томаса Бекета (лат. Literae petentes vindictam mortis Thomae Cantuariensis), сохранившегося в рукописи из собрания Дэвида Кэсли Британской библиотеки. Известен также Ральф Дин (лат. Ralph de Dene), основавший при короле Генрихе II приорат премонстрантов в Отэме близ Мейдстона.
Входил в ближайшее окружение епископа Рочестера Хамо Хайтского (1319—1352), служив ему сначала писцом, затем нотариусом. Получив, таким образом, доступ ко многим важным документам, в том числе приоратскому картулярию, не позже 1350 года он занялся составлением местных анналов, имея целью прославить подвижническую жизнь и церковно-административную деятельность своего патрона.  
Известно, что на службе у епископа Хамо находился ещё один нотариус Гилберт Сегефордский, и лишь в конце XVI века церковным историком Джоном Джослином, получившим от своего покровителя архиепископа Кентерберийского Мэтью Паркера приход в Холлингборне в Кенте, окончательно было установлено, что автором анналов являлся именно Уильям Дин.

## Анналы
Составленные Уильямом Дином на латыни, «Рочестерские анналы» (лат. Annales Roffenses), или «Рочестерская история» (лат. Historia Roffensis), изначально охватывали события с 1314 по 1358 год, с преимущественным вниманием к Рочестеру и графству Кент. Однако из-за повреждения последних листов единственного дошедшего до нас их манускрипта, находящегося ныне в собрании Коттона Британской библиотеки (MS Faustina B.v), в котором их текст следует за «Рочестерскими регистрами» (лат. Registrum Roffense), в них сохранились лишь сообщения до 1350 года. 
Компилятивное по своему характеру, сочинение Дина является, тем не менее, ценным источником по истории кентской церкви в первой половине XIV века, подробно освещая деятельность епископа Хамо, не только активно занимавшегося в своей не самой процветающей в королевстве епархии различными преобразованиями и благотворительностью, в частности, основавшего Грейт-Холл в Холлинге и госпиталь Св. Варфоломея в Хайте, но и проводившего порой независимую политику в отношении светских властей. 
В частности, Уильям сообщает, что Хамо, наряду с архиепископом Йоркским Уильямом Мелтоном (1317—1340), епископом Карлайла Джоном Россом (1325—1332) и Лондонским епископом Стивеном Грейвсендом (1318—1338), являлся одним из немногих, выступивших в защиту короля Эдуарда II на заседании парламента 12 января 1327 года в Вестминстере, принявшего решении о свержении последнего. Помимо перечисленных клириков, в центре внимания Дина находится деятельность отлучённого от церкви архиепископа Кентерберийского Саймона Мепехэма (1328—1333).
Заслуживает внимания описание Дином трагических последствий Чёрной смерти в Англии (1348), окончательно разорившей Рочестерскую епархию. «На протяжении всей той зимы и весны, — сообщает он, — епископ, старый и немощный человек, оставался в Троттерсклиффе, горюя и печалясь о внезапном изменении времен. И в каждом маноре епископские здания и стены лежали в руинах. В монастыре была такая нехватка припасов, что община была сильно озабочена недостатком еды, так что монахи были вынуждены молоть свой собственный хлеб». Посетив аббатства Меллинг и Леснес, епископ Хамо нашел их в такой нужде, «что, как считалось, с настоящего времени до Судного Дня они никогда не смогут прийти в себя».
Предельно обострила эпидемия и социальные противоречия, поскольку «люди в большей своей части стали хуже, более подвержены любому пороку и более склонны перед грехом и злостью, не думая ни о смерти, ни о прошлой чуме, ни о своем собственном спасении... Священники, мало ценящие жертву духа раскаяния, отправились туда, где они могли бы получить большие стипендии, чем в собственных бенефициях, и поэтому многие бенефиции остались без священников. День ото дня, угроза душам, как духовенства, так и мирян увеличивалась... Рабочие и искусные работники были проникнуты духом мятежа, так что ни король, ни закон, ни правосудие не могло обуздать их... Так велик был недостаток работников всех видов, что более чем треть земель оставалась необработанной».
Событиям Столетней войны Дин уделяет намного меньше внимания, весьма кратко описывая осаду Турне (1340), осаду Кале (1346) и сражение при Креси, но приводя немало подробностей относительно войны с Шотландией. 
Хронологически «Рочестерские анналы» Уильяма Дина не являются продолжением одноимённого сочинения Эдмунда Хадденгемского, доведённого до 1307 года, поскольку дополнявшие последнее вплоть до 1377 года анонимные продолжатели освещали в них уже события в других диоцезах и графствах.
Впервые анналы Дина были напечатаны в 1691 году в Лондоне церковным историком Генри Уортоном, включившим их вместе с анналами Эдмунда Хадденгемского в первый том своего собрания «Англия священная» (лат. Anglia Sacra). Его современник антикварий Томас Таннер, служивший капелланом Колледжа всех душ Оксфордского университета ссылается на их единственную рукопись в своём обстоятельном «Перечне монастырей» (1695). В 1720 году анналы переизданы были в Оксфорде антикварием Томасом Хирном, приложившим их к хронике Роберта из Эйвсбери.